# Wedendorfer See
Der Wedendorfer See ist ein See in der nach dem Gewässer benannten Gemeinde Wedendorfersee im Landkreis Nordwestmecklenburg in Mecklenburg-Vorpommern. Er befindet sich im Besitz des Landes und ist an einen Fischer verpachtet.
Der 24 Hektar große See hat maximale Ausdehnungen von 730 × 450 Metern und eine beinahe ellipsenförmige Wasserfläche. Die maximale Tiefe beträgt 1,44 Meter. Am See bzw. in Ufernähe liegen die Orte Wedendorf im Norden, Kirch Grambow im Osten, Groß Hundorf im Süden und Köchelstorf im Südwesten. Mehrere Gräben, darunter die Kellerbäk aus Richtung Osten, bilden Zuflüsse. Nach Westen besteht über die Tiene ein Abfluss in Richtung Radegast.
Das Gewässer ist Bestandteil des Landschaftsschutzgebiets Köchelsdorfer Mühle einschließlich Wedendorfer See. Das naturnahe Seeufer ist fast vollständig von einem Schilfgürtel umgeben, an dem sich überwiegend ein Laubwaldgürtel und ausgedehnte Feucht- bzw. Frischgrünlandflächen anschließen. Der nährstoffbelastete See ist hypertroph eingestuft. Das Nordufer ist im Bereich des Herrenhauses Wedendorf zugänglich, dort befindet sich ein Steg und eine Bootsanlegestelle.